# Sân bay Tottori
Sân bay Tottori (IATA: TTJ, ICAO: RJOR) là một sân bay phục vụ Tottori, một thành phố ở tỉnh Tottori của Nhật Bản. Sân bay này có 1 đường băng dài 2000 m bề mặt nhựa đường.
Năm 2015, để thu hút khách du lịch, sân bay được đặt thêm biệt danh là Sân bay Đồi cát Tottori Conan, theo tên của Đồi cát Tottori và manga Thám tử lừng danh Conan của tác giả Aoyama Gōshō, người sinh ra ở phường Hokuei, quận Tohaku, tỉnh Tottori.

## Các hãng hàng không và các tuyến điểm
Hiện có các hãng hàng không sau đang hoạt động tại sân bay này:
- All Nippon Airways (Tokyo-Haneda) [3]